# 斯蒂芬·格利森
斯蒂芬·迈克尔·格利森（英語：Stephen Michael Gleeson；1988年8月3日—）是一位愛爾蘭足球運動員，在場上的位置是中場。他現在效力於英格蘭足球冠軍聯賽球隊伊普斯维奇。他亦曾代表愛爾蘭國家足球隊參賽。

## 球會生涯
格利森生於都柏林，曾效力家鄉球會车历奥察德，在2006年5月獲得狼隊提供的三年合約，便赴英格蘭發展。
2006/07賽季他被外借至英乙斯托克港三個月，在2006年11月11日的英格蘭足總盃對埃克塞特城時首次上場。回到狼隊後，獲得四次替補上場機會，包括在晉級附加賽半決賽第二輪不敵西布罗姆维奇。新賽季格利森只在英格蘭聯賽盃上場一次而已。為了獲得更多比賽機會，2008年2月21日外借至靴尔福特联一個月。外借結束後，不到數天又被外借到斯托克港，租借期至季末。在晉級附加賽準決賽對韦康比流浪者時取得進球，助球隊殺進決賽，該進球後來被球迷選為「2008年最佳進球」。格利森在晉級附加賽決賽上場並助球隊成功晉級至英甲。
2008/09賽季，格利森有一半時間都效力斯托克港。租借完結後在2009年3月再被母會外借，這次是英甲球會米尔顿凯恩斯，租借期至賽季完結。

### 米尔顿凯恩斯
2009年7月1日，格利森永久加盟米尔顿凯恩斯，雙方簽約三年，轉會費不對外公佈。2011年1月25日，他的30碼（27）漂亮遠射攻破莱顿东方球門打開紀錄，最後以2-2戰平。2012年12月2日的足總盃他又打進類似的球，使球隊以2-1擊敗AFC溫布頓晉級。數週後他在訓練期間左腳受傷，需要休養至2013年3月5日對唐卡斯特流浪的比賽才能上場。他在該場比賽打進一球，以3-0輕取對方。
2013年4月的數場比賽，由於隊長迪安·莱温顿受傷缺陣，格利森成為了球隊隊長並在對布伦特福德賽事未段攻進一球，助球隊取得兩連勝。可是對斯温登期間中場因傷被換出，最終球隊以2-0勝出。

### 伯明翰城
格利森在2014年夏天自由轉會至英冠球隊伯明翰城，簽約兩年，並在球季揭幕日首次代表球隊上場對戰米德尔斯堡，以2-0戰敗完場。

## 國家隊生涯
格利森在2007年8月首次代表愛爾蘭U21參賽對戰德國U21，首次上場便打進兩球，戰果為2-2。在2007年5月23日對厄瓜多爾的友誼賽首次為國上場，地點為美國新泽西州的巨人球場，最終以1-1戰平。

## 外部連結
- 足球数据库：斯蒂芬·格利森的球员统计数据